# 히가시오타촌 (니가타현)
히가시오타촌(東太田村)은 니가타현 니시칸바라군에 설치되었던 촌이다.

## 지리
에도 시대부터의 마을 이름으로, 가쿠다 산 북쪽 기슭의 동해에 위치한다.